# محمد تقي النيسابوري
محمد تقي النيسابوري (عند الولادة: محمّد تقي بن أسد الله خير آبادي) (1310 - 1396 هـ / 1892 - 1976 م) أديب وشاعر إيراني، من أهل نيسابور. اشتهر بـ«أديب الثاني» بعد الوفاة أستاذه عبد الجواد النيسابوري الذی عرف بـ«أديب الأول» عند أهل الخراسان. تخلص «راموز» فی الشعر الفارسي وكتب عن تاريخ الأدب العربي. كان في عصره من كبار أدباء العربية في إيران.